# 露の雅
露の 雅（つゆの みやび、1981年8月16日 - 2017年1月16日）は、上方落語協会に所属していた露の都門下の落語家。女性。本名∶和氣 雅子。

## 経歴
- 近畿大学文芸学部芸術学科卒業。
- 2007年12月28日∶露の都に入門[1]。
- 2017年1月16日∶急性虚血性心疾患のため、大阪府内の自宅で死去。35歳没[1][2][3][4]。